# منطقة ساتارا
ساتارا رمزها «ST» (بالإنجليزية: Satara)‏ ، هو تقسيم إداري لدولة الهند تتبع ولاية ماهاراشترا (بالإنجليزية: Maharashtra)‏ ، مركزها هو مدينة ساتارا (بالإنجليزية: Satara)‏ عدد سكانها حسب تعداد سنة 2001 هو 2,796,906 ، مساحتها 10,475 كم² وكثافة السكان 267 لكل كم² .